# Liste der Baudenkmale in Fürstenau
In der Liste der Baudenkmale in Fürstenau sind alle Baudenkmale der niedersächsischen Gemeinde Fürstenau aufgelistet.

## Fürstenau
In der noch unvollständigen Liste sind die Baudenkmale im historischen Stadtkern von Fürstenau aufgeführt.

| Lage                                           | Bezeichnung                            | Beschreibung | ID | Bild           |
| ---------------------------------------------- | -------------------------------------- | --- | -- | -------------- |
| An den Schanzen 6 52° 31′ 4″ N, 7° 40′ 40″ O   | Wohnhaus                               | |    | BW             |
| An den Schanzen 8 52° 31′ 5″ N, 7° 40′ 41″ O   | Wohnhaus                               | eingeschossiger Fachwerkbau von 1779, jetzt Ferienhaus                                                                                |    | BW             |
| Bahnhofstraße 5 52° 31′ 2″ N, 7° 40′ 28″ O     | Wohnhaus                               | |    | BW             |
| Bahnhofstraße 7 52° 31′ 2″ N, 7° 40′ 28″ O     | ehemaliges Ackerbürgerhaus             | eingeschossiger Fachwerkbau mit dreifach vorkragendem Giebel                                                                          |    | BW             |
| Burgstraße 9 52° 30′ 58″ N, 7° 40′ 32″ O       | Kleinbürgerhaus                        | |    | BW             |
| Burgstraße 11 52° 30′ 58″ N, 7° 40′ 32″ O      | Wirtshaus                              | |    | BW             |
| Große Straße 1 52° 31′ 0″ N, 7° 40′ 28″ O      | Wohn- und Geschäftshaus                | |    | BW             |
| Große Straße 4 52° 31′ 0″ N, 7° 40′ 30″ O      | ehem. Ackerbürgerhaus                  | |    | BW             |
| Große Straße 5 52° 31′ 1″ N, 7° 40′ 30″ O      | ehem. Kaufmannshaus                    | Fachwerkbau, 1608 d., 1660 erweitert                                                                                                  |    | BW             |
| Große Straße 6 52° 31′ 0″ N, 7° 40′ 30″ O      | Wohn- und Geschäftshaus                | Klassizistisches Giebelhaus mit Krüppelwalmdach und Quaderputz                                                                        |    | BW             |
| Große Straße 8 52° 31′ 0″ N, 7° 40′ 31″ O      | Wohn- und Geschäftshaus                | |    | BW             |
| Große Straße 25 52° 31′ 2″ N, 7° 40′ 35″ O     | Hinterhaus am Markt                    | |    | BW             |
| Große Straße 26 52° 31′ 1″ N, 7° 40′ 36″ O     | ehem. Ackerbürgerhaus                  | ehem. Bürgermeisterhaus, erbaut 1698. eingeschossiger Fachwerkbau                                                                     |    | BW             |
| Große Straße 27 52° 31′ 2″ N, 7° 40′ 36″ O     | Rathaus                                | Zweigeschossiger Putzbau mit Freitreppe und Dachreiter, erbaut 1814. 1945 ausgebrannt und anschließend im alten Stil wiederaufgebaut. |    | BW             |
| Große Straße 28 52° 31′ 1″ N, 7° 40′ 37″ O     | Wohn- und Geschäftshaus                | Eingeschossiger Fachwerkbau mit jüngerem Backsteingiebel                                                                              |    | BW             |
| Große Straße 29 52° 31′ 3″ N, 7° 40′ 37″ O     | Hotel                                  | |    | BW             |
| Große Straße 35 52° 31′ 3″ N, 7° 40′ 39″ O     | Wohn- und Geschäftshaus                | |    | BW             |
| Große Straße 37 52° 31′ 3″ N, 7° 40′ 40″ O     | Wohn- und Geschäftshaus                | Zweigeschossiger Putzbau von sieben Achsen mit Walmdach. Ehem. Posthalterei.                                                          |    | BW             |
| Große Straße 47 52° 31′ 3″ N, 7° 40′ 43″ O     | Anterpforte (Hohes Tor)                | Stadttor, erneuert 1774 |    |                |
| Marktplatz 1 52° 31′ 4″ N, 7° 40′ 35″ O        | Ev. Kirche St. Georg                   | Einschiffige gotische Saalkirche, nach Brand von 1606 erneuert. Turm von 1899                                                         |    |                |
| Marktplatz 2 52° 31′ 3″ N, 7° 40′ 34″ O        | Ehem. Küsterei                         | eingeschossiger Fachwerkbau, bez. 1728                                                                                                |    | BW             |
| Marktplatz 3 52° 31′ 3″ N, 7° 40′ 35″ O        | Ehem. Kirchhofspeicher                 | |    | BW             |
| Schlossplatz 52° 30′ 58″ N, 7° 40′ 22″ O       | Schlossinsel mit Bebauung              | |    | Weitere Bilder |
| Schwedenstraße 1 52° 30′ 59″ N, 7° 40′ 32″ O   | Kleinbürgerhaus                        | |    | BW             |
| Schwedenstraße 2 52° 30′ 58″ N, 7° 40′ 32″ O   | Kleinbürgerhaus                        | |    | BW             |
| Schwedenstraße 3 52° 30′ 59″ N, 7° 40′ 33″ O   | Kleinbürgerhaus                        | |    | BW             |
| Schwedenstraße 4 52° 30′ 58″ N, 7° 40′ 33″ O   | Kleinbürgerhaus                        | |    | BW             |
| Schwedenstraße 6 52° 30′ 58″ N, 7° 40′ 33″ O   | Kleinbürgerhaus                        | |    | BW             |
| Schwedenstraße 8 52° 30′ 58″ N, 7° 40′ 34″ O   | Kleinbürgerhaus                        | |    | BW             |
| Schwedenstraße 9 52° 30′ 59″ N, 7° 40′ 34″ O   | Kleinbürgerhaus                        | |    | BW             |
| Schwedenstraße 10 52° 30′ 58″ N, 7° 40′ 34″ O  | Kleinbürgerhaus                        | |    | BW             |
| Schwedenstraße 11 52° 30′ 59″ N, 7° 40′ 35″ O  | Kleinbürgerhaus                        | |    | BW             |
| Schwedenstraße 12 52° 30′ 59″ N, 7° 40′ 35″ O  | Kleinbürgerhaus                        | |    | BW             |
| Schwedenstraße 13 52° 30′ 59″ N, 7° 40′ 36″ O  | Kleinbürgerhaus                        | |    | BW             |
| Schwedenstraße 14 52° 30′ 59″ N, 7° 40′ 35″ O  | Kleinbürgerhaus                        | |    | BW             |
| Schwedenstraße 15 52° 31′ 0″ N, 7° 40′ 36″ O   | Kleinbürgerhaus                        | |    | BW             |
| Schwedenstraße 16 52° 30′ 59″ N, 7° 40′ 36″ O  | Kleinbürgerhaus                        | |    | BW             |
| Schwedenstraße 17 52° 31′ 0″ N, 7° 40′ 37″ O   | Kleinbürgerhaus                        | |    | BW             |
| Schwedenstraße 18 52° 30′ 59″ N, 7° 40′ 37″ O  | Kleinbürgerhaus                        | |    | BW             |
| Schwedenstraße 20 52° 30′ 59″ N, 7° 40′ 37″ O  | Kleinbürgerhaus                        | |    | BW             |
| Schwedenstraße 22 52° 30′ 59″ N, 7° 40′ 37″ O  | Kleinbürgerhaus                        | |    | BW             |
| Schwedenstraße 24 52° 30′ 59″ N, 7° 40′ 38″ O  | Kleinbürgerhaus                        | |    |                |
| Schwedenstraße 26 52° 30′ 59″ N, 7° 40′ 38″ O  | Kleinbürgerhaus                        | |    | BW             |
| Schwedenstraße 28 52° 30′ 59″ N, 7° 40′ 39″ O  | Kleinbürgerhaus                        | |    | BW             |
| Schwedenstraße 30 52° 31′ 0″ N, 7° 40′ 39″ O   | Kleinbürgerhaus                        | |    | BW             |
| Schwedenstraße 32 52° 31′ 0″ N, 7° 40′ 40″ O   | Kleinbürgerhaus                        | |    | BW             |
| Schwedenstraße 34 52° 31′ 0″ N, 7° 40′ 40″ O   | Kleinbürgerhaus                        | |    | BW             |
| Schwedenstraße 36 52° 31′ 0″ N, 7° 40′ 40″ O   | Kleinbürgerhaus                        | |    | BW             |
| St.-Georg-Straße 5 52° 31′ 4″ N, 7° 40′ 31″ O  | Kleinbürgerhaus, ehem. Ackerbürgerhaus | Ehemaliges Wohnhaus des Arztes Dorfmüller, eingeschossiger Fachwerkbau mit über Knaggen vorkragendem Giebel. Bez. mit 1750.           |    | BW             |
| St.-Georg-Straße 14 52° 31′ 4″ N, 7° 40′ 33″ O | Wohn- und Geschäftshaus                | |    | BW             |
| St.-Georg-Straße 25 52° 31′ 5″ N, 7° 40′ 38″ O | Kleinbürgerhaus                        | |    | BW             |
| St.-Georg-Straße 27 52° 31′ 5″ N, 7° 40′ 38″ O | Kleinbürgerhaus                        | |    | BW             |
| St.-Georg-Straße 29 52° 31′ 5″ N, 7° 40′ 39″ O | Kleinbürgerhaus                        | |    | BW             |
| St.-Georg-Straße 31 52° 31′ 6″ N, 7° 40′ 39″ O | Kleinbürgerhaus                        | |    | BW             |
| St.-Georg-Straße 33 52° 31′ 6″ N, 7° 40′ 40″ O | Kleinbürgerhaus                        | |    | BW             |
| St.-Georg-Straße 35 52° 31′ 6″ N, 7° 40′ 40″ O | Kleinbürgerhaus                        | |    | BW             |
| St.-Georg-Straße 37 52° 31′ 6″ N, 7° 40′ 40″ O | Kleinbürgerhaus                        | |    | BW             |

## Abgegangene Baudenkmale
Aufgeführt werden Baudenkmale, die inzwischen zerstört (Abriss, Brand) oder durch Neubauten ersetzt wurden.

| Lage                                           | Bezeichnung             | Beschreibung                                                                 | ID | Bild |
| ---------------------------------------------- | ----------------------- | ---------------------------------------------------------------------------- | -- | ---- |
| An den Schanzen 2 52° 31′ 5″ N, 7° 40′ 40″ O   | Wohnhaus                | Mittlerweile durch Backstein-Neubau ersetzt (siehe Foto)                     |    |      |
| An den Schanzen 4 52° 31′ 5″ N, 7° 40′ 40″ O   | Wohnhaus                | inzwischen durch Backstein-Neubau ersetzt                                    |    | BW   |
| Bahnhofstraße 2 52° 31′ 1″ N, 7° 40′ 30″ O     | Wohnhaus                | abgebrochen                                                                  |    | BW   |
| Buten Porten 11 52° 31′ 4″ N, 7° 40′ 46″ O     | ehem. Ackerbürgerhaus   | Neubau                                                                       |    | BW   |
| Große Straße 30                                | Wohn- und Geschäftshaus | Apotheke am Markt. 2013 durch Brand vernichtet und anschließend abgebrochen. |    |      |
| Große Straße 48                                | Ackerbürgerhaus         | Fachwerkhaus, abgebrochen                                                    |    |      |
| Schwedenstraße 5                               | Kleinbürgerhaus         | nicht mehr vorhanden                                                         |    |      |
| Schwedenstraße 7                               | Kleinbürgerhaus         | nicht mehr vorhanden                                                         |    |      |
| St. Georg Straße 21                            | Kleinbürgerhaus         | durch Neubau ersetzt                                                         |    |      |
| St. Georg Straße 23 52° 31′ 6″ N, 7° 40′ 37″ O | Kleinbürgerhaus         |                                                                              |    | BW   |